# Stubička Slatina
 Stubička Slatina  falu Horvátországban Krapina-Zagorje megyében. Közigazgatásilag Oroslavjéhez tartozik.

## Fekvése
Zágrábtól 20 km-re északra, községközpontjától 3 km-re délnyugatra Horvát Zagorje déli határán a megye déli részén fekszik.

## Története
A településnek 1857-ben 435, 1910-ben 829 lakosa volt. Trianonig Zágráb vármegye Stubicai járásához tartozott. 2001-ben 683 lakosa volt.

## Külső hivatkozások
- Oroslavje hivatalos oldala
- Oroslavje információs portálja